# Dortmund Challenger
Il Dortmund Challenger è stato un torneo professionistico di tennis giocato su campi in terra rossa. Faceva parte dell'ATP Challenger Series. Si giocava annualmente a Dortmund in Germania.

## Albo d'oro

### Singolare
| Anno | Campione             | Finalista     | Punteggio     |
| ---- | -------------------- | ------------- | ------------- |
| 1987 | Ronald Agénor        | Bruno Orešar  | 4–6, 7–5, 6–3 |
| 1986 | Horst Skoff          | Fernando Lleo | 2–6, 6–3, 6–4 |
| 1985 | Francisco Maciel (2) | Eduardo Masso | 7–6, 6–2      |
| 1984 | Francisco Maciel (1) | Víctor Pecci  | 6–2, 6–4      |
| 1983 | Hans-Dieter Beutel   | Jérôme Vanier | 6–7, 6–3, 6–4 |

### Doppio
| Anno | Campioni                        | Finalisti                           | Punteggio     |
| ---- | ------------------------------- | ----------------------------------- | ------------- |
| 1987 | Bruce Derlin Menno Oosting      | Wolfgang Popp Udo Riglewski         | 7–6, 6–7, 6–2 |
| 1986 | Wolfgang Popp Huub van Boeckel  | Jaroslav Navrátil Richard Vogel     | 6–3, 6–2      |
| 1985 | Antony Emerson Mark Woodforde   | Russell Barlow Mark Buckley         | 7–6, 6–2      |
| 1984 | Jaime Fillol Álvaro Fillol      | Eduardo Bengoechea José López Maeso | 6–3, 6–4      |
| 1983 | Colin Dowdeswell Andrew Jarrett | Bruce Derlin Karl Meiler            | 6–7, 6–4, 6–3 |